# هاري بورتن
هاري بورتن (بالإنجليزية: Harri Porten)‏ (من مواليد 1972) وهو مهندس برامج. ومطور في شركة كدي (KDE) وموظف سابق في Trolltech والرئيس التنفيذي لشركة Froglogic وهي شركة استشارية تتعلق بتطوير كيوت.
يعيش هاري بورتن حاليا في هامبورغ، ألمانيا.
كتب بورتن محرك جافا سكريبت (KJS) لـ كنكرر وهو مدير ملف لمشروع كدي (KDE). تم استخدام KJS في النهاية بواسطة شركة أبل كأساس لـ JavaScriptCore. كما ساهم في تطويرKPP.
شارك هاري بورتن في تطوير كيوت لمجموعة أدوات -واجهة المستخدم الرسومية- GUI المستخدمة من قبل مطوري مايكروسوفت ويندوز وماك أوس ونظام النافذة إكس.
كان لهاري بورتن شركه تسمى Froglogic وهي معروفة أيضاً باسم Squish، وهي شركة اختبار لواجهة المستخدم الرسومية الأوتوماتيكي متعدد المنصات للتطبيقات المكتوبة باستخدام كيوت.

## وصلات خارجية
- "People behind KDE" Interview from February 26th 2001
- photo of Harri, from same interview